# Daniel Onega
Pour les articles homonymes, voir Onega.
Daniel Onega est un joueur de football argentin (avant-centre). Il est né le 17 mars 1945, dans la ville de Las Parejas dans la Province de Santa Fe en  Argentine. 
Onega commença sa carrière à Club Atlético River Plate. C'est avec ces clubs qu'il devint le meilleur marqueur de la Copa Libertadores 1966 avec 17 buts, établissant le record du nombre de buts inscrits par une seule personne en une édition pour la Copa Libertadores, ce record n'a pas encore été battu. Il est également le quatrième meilleur marqueur de tous les temps en Copa Libertadores avec 31 buts en 47 matchs.
En 1972, Onega partit au Racing Club pour une saison, mais il n'inscrivit que 9 buts et retourna à River Plate la saison suivante.
En 1973, il s'envola pour l'Espagne pour jouer pour le Córdoba CF en Segunda División, il resta dans le club jusqu'en 1978 avant d'être transféré au Millonarios en Colombie. C'est avec Millonarios qu'il remporta son premier et seul championnat. À la fin de la saison 1978, Onega se retira du football.

## Titres et récompenses
| Saison | Club           | Titre                                         |
| ------ | -------------- | --------------------------------------------- |
| 1966   | CA River Plate | Copa Libertadores meilleur marqueur : 17 buts |
| 1978   | Millonarios    | Mustang Cup                                   |